# 타슈켄트 지하철

타슈켄트 지하철의 노선도

타슈켄트 지하철(우즈베크어: Toshkent metropoliteni)는 우즈베키스탄 타슈켄트를 달리는 도시 철도 시스템이다. 1977년 11월 6일 개통 당시 소련에서 7번째로 개통된 지하철이었다.